# Gobius gasteveni
Gobius gasteveni is een straalvinnige vissensoort uit de familie van grondels (Gobiidae). De wetenschappelijke naam van de soort is voor het eerst geldig gepubliceerd in 1974 door Miller.

## Verspreiding
Voor het eerst gevonden in het Nederlandse deel van de Noordzee op 21 september 2024 door Renate Olie en Joost van Uffelen.